# Верный Руслан (фильм)
«Верный Руслан (История караульной собаки)» — фильм украинского режиссёра Владимира Хмельницкого, поставленный по одноименной повести Георгия Владимова (1975). Существует в двух версиях — полной (170 минут) и сокращённой (102 минуты).

## Сюжет
Кинолента повествует о немецкой овчарке по кличке Руслан, в числе прочих караульных собак задействованной в охране лагеря заключённых. Рассказчик передаёт многообразие мыслей и чувств Руслана, объясняя мотивацию собаки для зрителя.
События в фильме происходят в эпоху «хрущёвской оттепели», когда закрывались многие лагеря. От ставших в одночасье ненужными служебных собак приказано избавиться, но не каждый лагерный сотрудник, за которым была закреплена собака, решается на убийство своего подопечного. Часть собак, в том числе и Руслана, просто бросают на произвол судьбы. Предоставленные сами себе, они пытаются приспособиться к новой жизни, охотясь в лесу или ища пропитание в посёлке при станции, расположенной недалеко от лагеря.
Руслан, верный своей «службе», отправляется на станцию, чтобы встретить эшелон с новой партией заключённых — «служебный долг» обязывает отконвоировать их в лагерь. В посёлке он встречает своего бывшего хозяина, которому до сих пор  предан, но тот обходится с ним неласково, и собака вынуждена уйти. Ничейного теперь пса решает приютить один из бывших заключённых лагеря, Потёртый, живущий у местной поселенки тёти Стюры. Считая его своим подконвойным, Руслан старается везде сопровождать Потёртого, не позволяя ему «сбежать», и однажды, чувствуя свою ответственность за своего подопечного, даже спасает ему жизнь.
Воспоминания Руслана возвращают его к временам службы в лагере, к существовавшим там суровым порядкам. Фильм повествует о событиях, происходивших за колючей проволокой: о необычном псе Ингусе — очень способной овчарке, умиротворённость природы предпочитавшей службе и застреленной за попытку воспрепятствовать экзекуции заключённых; об Инструкторе — потомственном кинологе, беззаветно любящем собак и сошедшем с ума от увиденной им расправы над Ингусом, после которой он сам возомнил себя Ингусом, а собаки признали в нём вожака, который должен повести их в некий «собачий рай на земле», где нет людской жестокости, а только мир и покой.
Развязка фильма наступает, когда на станцию прибывает состав с комсомольцами, приехавшими на стройку нового химкомбината. Руслан видит в них новую партию заключённых и, следуя «уставу», сопровождает в качестве конвойной собаки. Другие лагерные псы также присоединяются к колонне, чтобы по примеру Руслана сопровождать её в лагерь. Очень скоро охраняющим псам начинает казаться, что «подконвойные» ведут себя не должным образом и, пресекая возможный «побег», они начинают бросаться на людей, пытаясь их снова построить, а получив отпор, разбегаются. Рядом с комсомольцами остаётся только Руслан, не принявший участия в «усмирении заключённых». Считая Руслана опасным, несколько человек из прибывших на поезде нападают на пса и ломают ему спину. Смертельно раненную собаку добивает прибежавший на шум Потёртый.

## В ролях
- немецкая овчарка Байкал — Руслан
- Алексей Баталов — Рассказчик
- Евгений Никитин — Хозяин Руслана
- Леонид Яновский — Потёртый
- Лидия Федосеева-Шукшина — Тетя Стюра
- Сергей Пожогин — Инструктор
- Николай Сектименко — Капитан НКВД
- Алексей Колесник — Расстрельный
- Владимир Олексеенко — Батюшка
- Богдан Бенюк — Бульдозерист
- Тарас Кирейко — Хозяин Ингуса
- Михаил Игнатов — Заключённый
- Вадим Курков
- Виктория Корсун
- Лидия Александрова

## Работа над фильмом
Лагерные сцены снимали в Сыктывкаре, причём массовкой для сцен массового прохода послужили реальные заключённые. 
В полной версии в конце звучит специально написанная для фильма песня «Неприкаянный» (стихи Александра Вратарёва) в исполнении Александра Малинина. 